# 蒂鲁普瓦纳姆
蒂鲁普瓦纳姆（Thirupuvanam），是印度泰米尔纳德邦坦贾武尔县的一个城镇。总人口14139（2001年）。

## 人口
该地2001年总人口14139人，其中男性7056人，女性7083人；0—6岁人口1550人，其中男766人，女784人；识字率69.99%，其中男性为77.40%，女性为62.61%。